# Čerevički (film)
Čerevički (Черевички) è un film del 1944 diretto da Nadežda Nikolaevna Koševerova e Michail Šapiro.